# Les Pires
Ne doit pas être confondu avec Les Pires (film).
Les Pires est un groupe de musique traditionnelle, notamment tzigane, formé en 1987 et originaire de Lannion en Bretagne.

## Membres (au fil du temps)
- Jean-Pierre Le Cornoux, dit "Bovélo" (décédé le 7 juillet 2010)[1],[2] : piano, claviers, chant
- Eric-Raoul Goellaën : accordéon, chant
- Sylvain Larrière : violon
- Yannick, dit "Jeanno", Jory : saxophone
- Gabriel Kerdoncuff : trompette
- Martin Saccardy : trompette
- Dominique Molard : percussions
- Paul Jothy : percussions

## Discographie
- 1992 : Album 1er (Masq Distribution Sony)
- 1994 : Sava (Bondage Records)
- 1997 : En piste (Boucherie Productions)
- 1999 : Cave canem (Boucherie Productions)